# Paweł Podgórski
Paweł Podgórski (ur. 23 lipca 1977 w Gołotczyźnie) – polski aktor teatralno-musicalowy i filmowy, wokalista.
Kawaler Orderu Uśmiechu. Absolwent Studium Wokalno-Aktorskiego przy Teatrze Muzycznym im. Danuty Baduszkowej w Gdyni. Związany z Teatrem Muzycznym „Roma” w Warszawie. Współzałożyciel Centrum Rozwoju Artystycznego. Twórca i założyciel oraz wykładowca Warsztatowej Akademii Musicalowej na Żoliborzu. Od 2020 roku Dyrektor Artystyczny Teatru WAM.

## Współpraca zTeatrem Muzycznym im. D. Baduszkowejw Gdyni
- „Nędznicy”
- „Skrzypek na dachu”
- „Szachy”
- "Scrooge"
- "Wichrowe Wzgórza"
- „Porgy and Bess”
- „Jesus Christ Superstar”
- „Evita”
- „Czarnoksiężnik z krainy Oz”
- „Muzyka Queen”
- „Hair”

Będąc na trzecim roku studiów, zagrał rolę siostrzeńca w musicalu „Scrooge”, oraz później Edgara w „Wichrowych wzgórzach”. W 2001 roku wystąpił jako Demetriusz w „Śnie nocy letniej” w reż. W. Kościelniak.

## Współpraca zTeatrem Muzycznym Studio Buffow Warszawie
- „Metro” – jako Jan
- „Tyle Miłości”
- „Ukochany Kraj”
- „Wieczór żydowski”

## Współpraca zTeatrem Muzycznym „Roma”w Warszawie

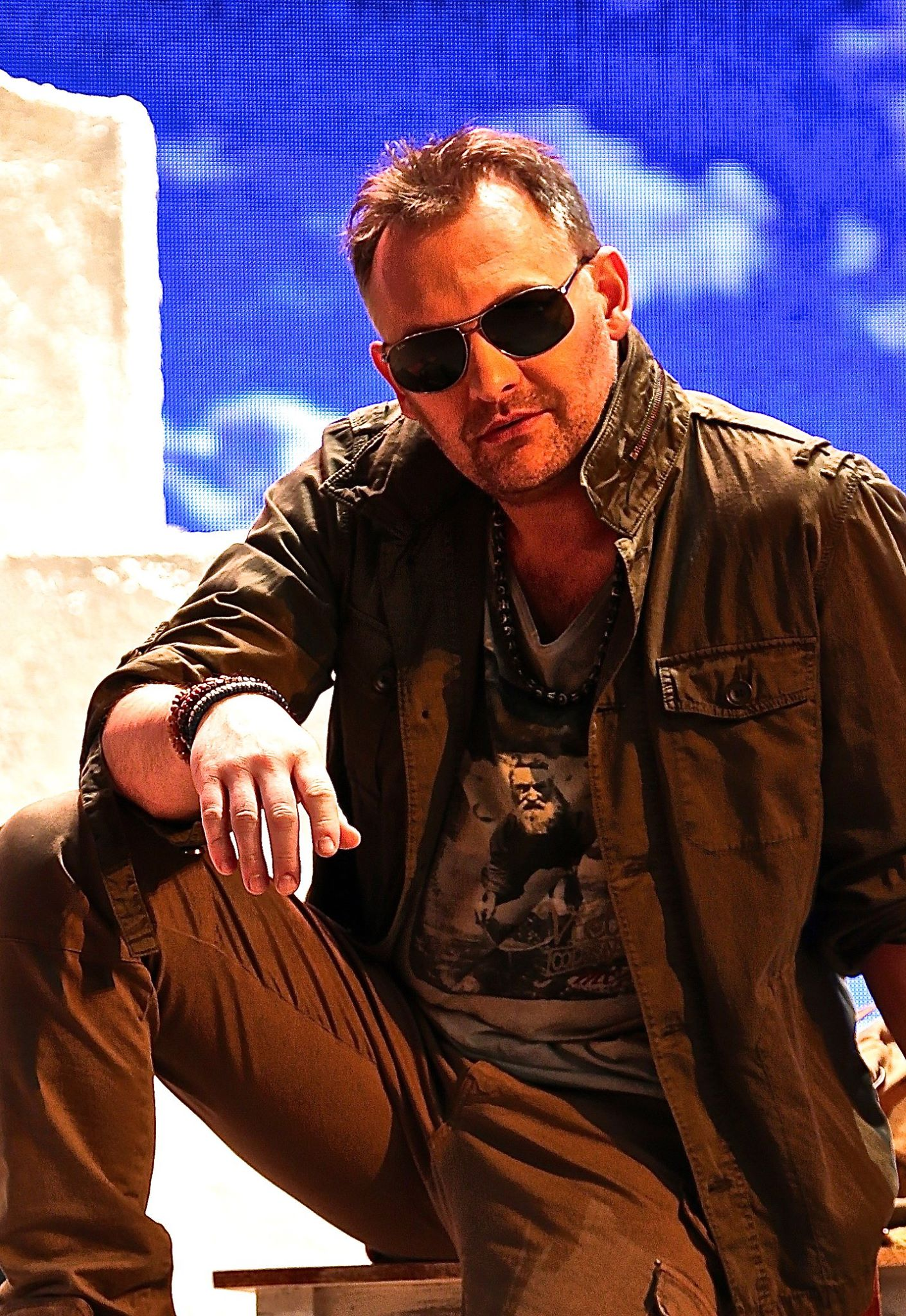
Podgórski jako Bill Austin w spektaklu Mamma Mia!

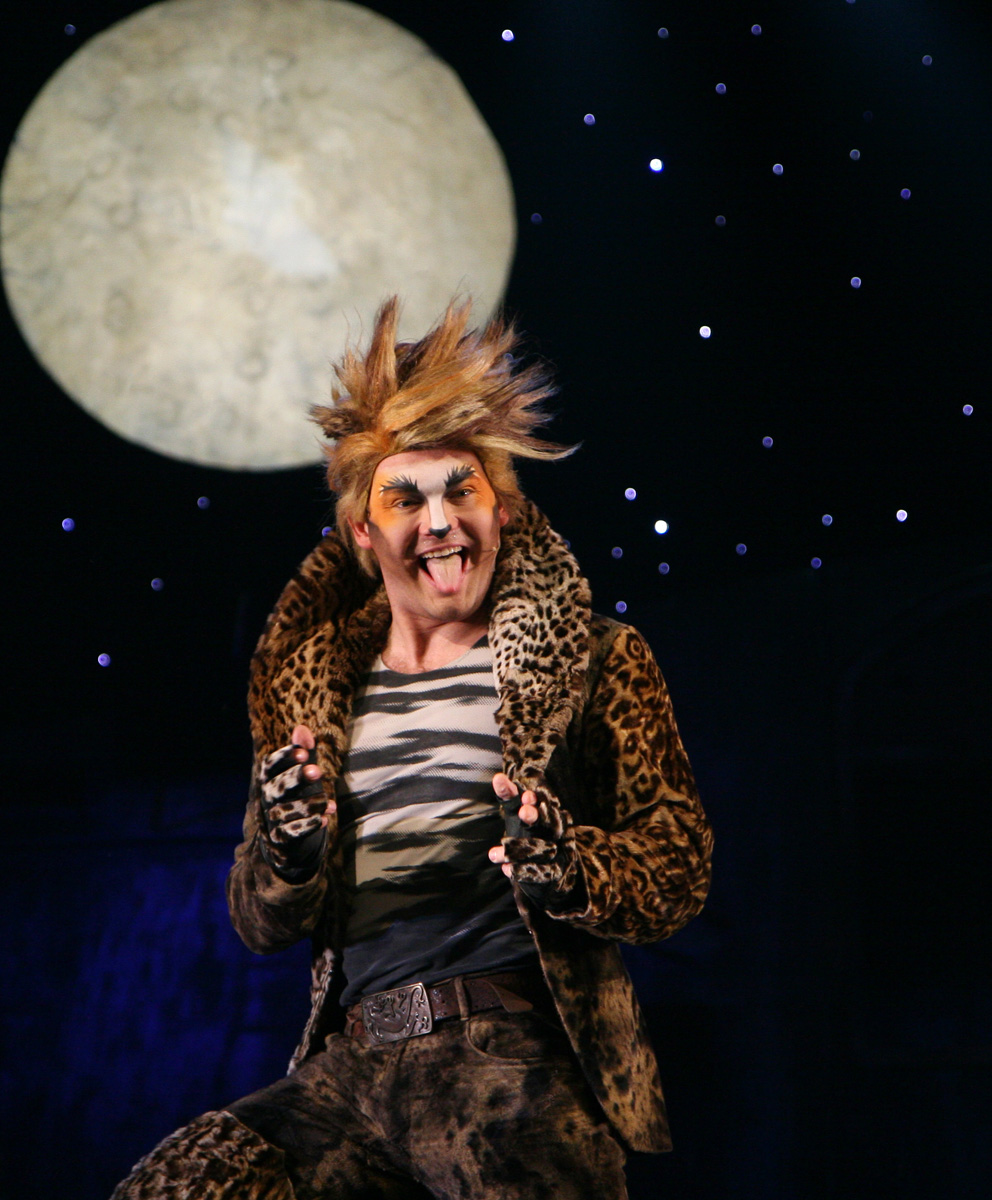
Podgórski jako Ram Tam Tamek w musicalu Koty

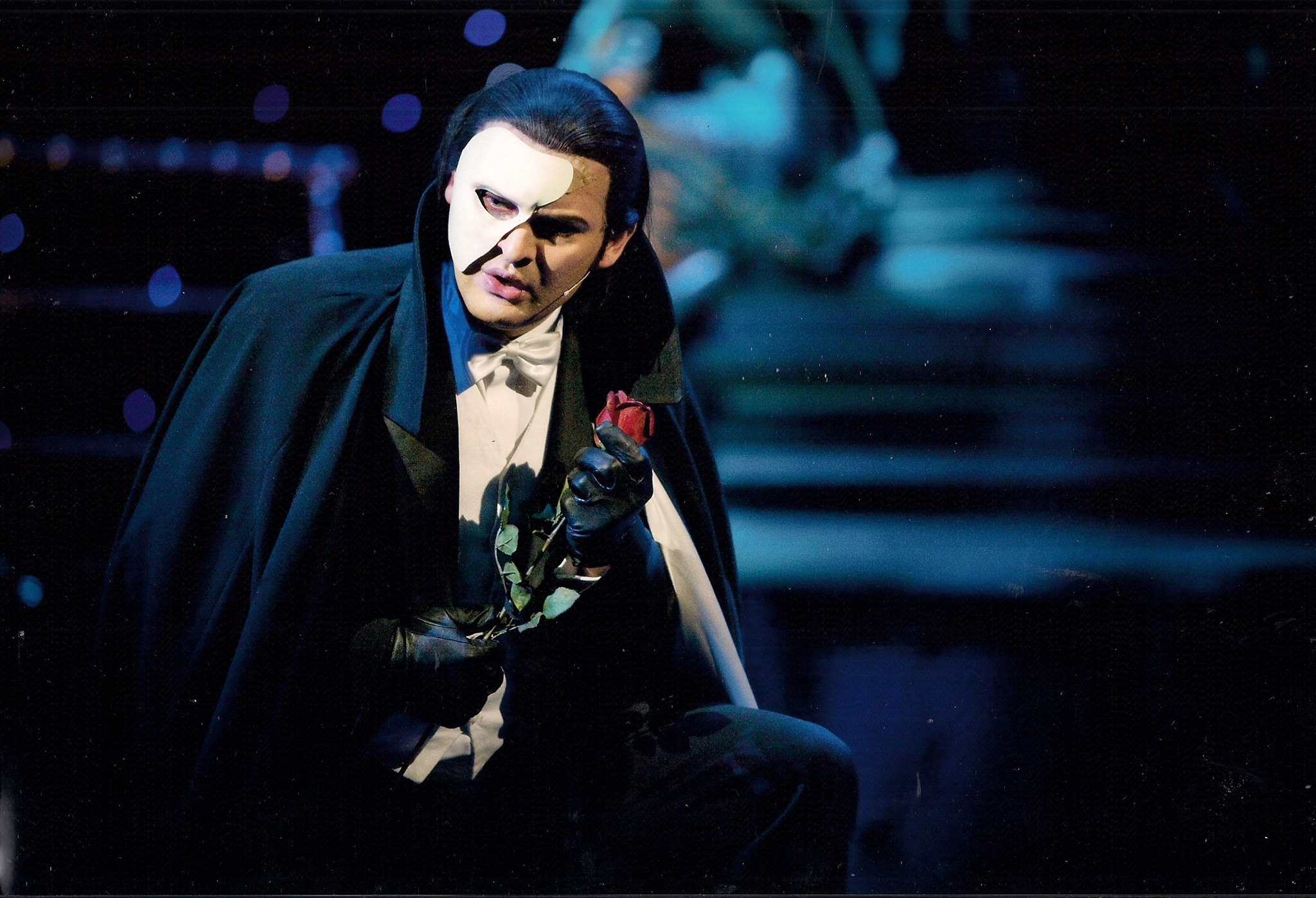
Podgórski jako tytułowy bohater musicalu Upiór w operze

- 2000: „Miss Saigon” (reż. W. Kępczyński) jako John
- 2002: „Grease” (reż. W. Kępczyński) jako Kenickie
- 2003: „Musicale, ach te musicale...” – jubileusz w Teatrze Muzycznym Roma
- 2004: „Koty” (reż. W. Kępczyński) jako Ram Tam Tamek oraz Wiktor
- 2005: „Taniec wampirów” (reż. C. Baltus) jako książę von Krolock (drugoobsadowy)
- 2008: koncert „Najlepsze z Romy” w ramach Festiwalu Teatrów Muzycznych w Gdyni
- 2009: „Upiór w operze” (reż. W. Kępczyński) jako Upiór (Erik)
- 2011: koncert „Najlepsze z Romy” (reż. W. Kępczyński)
- 2015: „Mamma Mia!” (reż W. Kępczyński) jako Bill Austin

## Współpraca zTeatrem Komediaw Warszawie

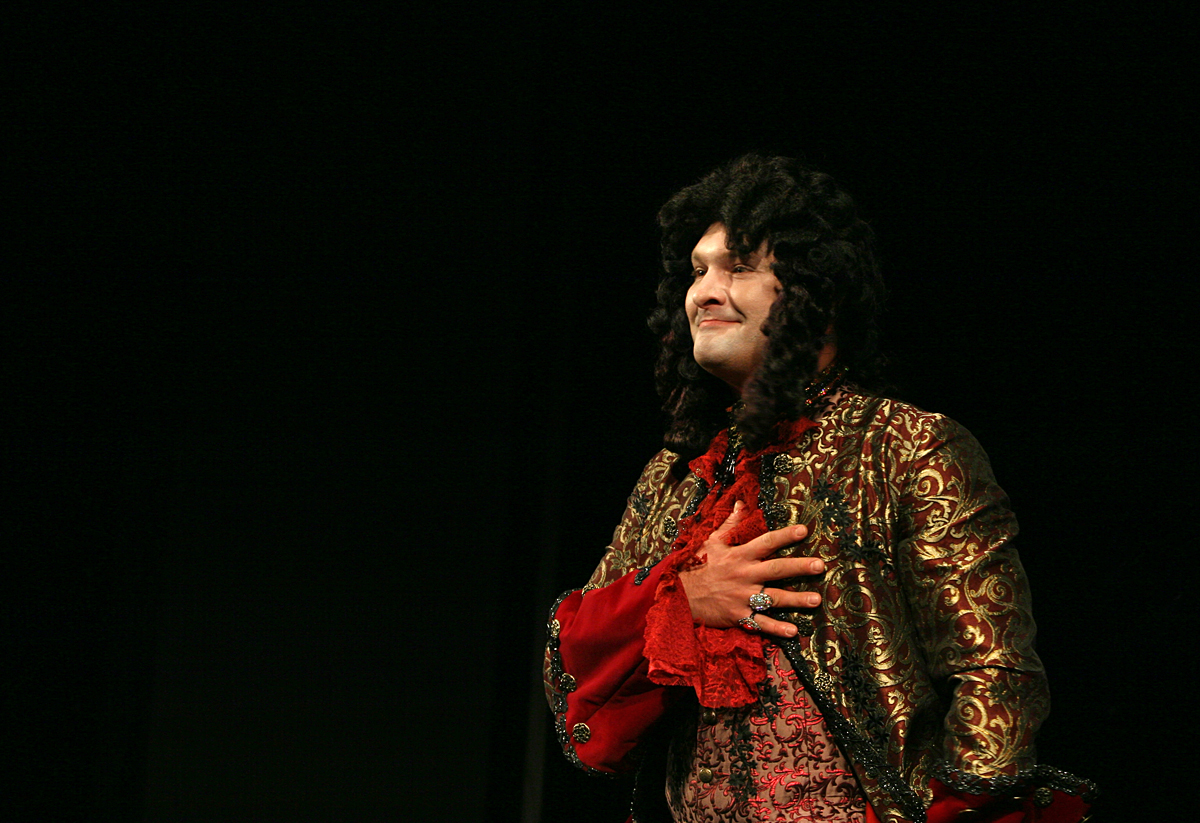
Podgórski jako Leporello w sztuce Niebezpieczne związki

- 2008: „Niebezpieczne związki” (reż. B. Wyszomirski) jako śpiewak wykonujący arię Leporella „Madamina, il catalogo è questo” z opery „Don Giovanni” W.A. Mozarta
- 2009: „Najlepsze z najlepszych” (reż. T. Dutkiewicz)

## Współpraca zTeatrem Kwadratw Warszawie
- 2011: „Benefis Jana Kobuszewskiego” (reż. A. Nejman)
- 2012: „Dusza Kobusza” (reż. A. Nejman)

## Dyskografia
- płyta z muzyką do musicalu „Koty”. Status Złotej Płyty.
- płyta z muzyką do musicalu „Taniec wampirów”. Status Platynowej Płyty.
- płyta z muzyką do musicalu "Mamma Mia".

## Dubbing
- 2012: Littlest Pet Shop
- 2011: Muppety – Gary
- 2011: Gwiezdne wojny
- 2010: Przystanek Dżungla – Krokcio
- 2010: Ja w kapeli
- 2010: Czarodzieje z Waverly Place
- 2010: Słoneczna Sonny
- 2010: Bakugan: Młodzi wojownicy – Volt Luster
- 2009: Wspaniałe zwierzaki

## Filmografia
- „Na Wspólnej” – Tomasz
- „M jak miłość” – Krystian Mazgaj
- „Prawo miasta” – Zagórski
- „Kryminalni” – strażnik więzienny
- „Niania” – obsada aktorska
- „Plebania” – „wierzyciel” Borosiuka oraz człowiek Tracza
- „Break point” – obsada aktorska
- „Lokatorzy” – obsada aktorska
- „ORP ORZEŁ” – oficer Mokrski
- „Smoleńsk” – obsada aktorska